# Alexander Stever
Alexander Stever (* 1967) ist ein deutscher Drehbuchautor und Regisseur.

## Werdegang
Alexander Stever wuchs in München auf. Nach dem Abitur arbeitete er als Lektor für Taurus-Film. 1988 begann er für Sketchsendungen zu schreiben. Für seine Drehbücher für die Sendung Harald und Eddi wurde er 1990 mit einem Telestar ausgezeichnet. Von 1992 bis 1996 studierte er an der London Film School. Seit 1996 arbeitet er hauptsächlich als Drehbuchautor und Regisseur für Comedy-Sendungen. Im Jahr 2007 verfasste er gemeinsam mit Rochus Hahn das Drehbuch für die Komödie Warum Männer nicht zuhören und Frauen schlecht einparken. Außerdem schrieb er von 2003 bis 2005 Folgen für die Serie Bewegte Männer. Diese wurde zweimal für den Deutschen Fernsehpreis nominiert. Seit 2010 ist Stever auch als Drehbuchberater tätig. Eine kleine Rolle spielte er 2013 in dem Film Quellen des Lebens.

## Filmografie (Auswahl)
- 1989: Harald und Eddi (Fernsehserie)
- 1991: Der Gorilla (Fernsehfilmreihe, 2 Folgen)
- 1991: Flüssiges Gold
- 1991: Baby-Krippe (Fernsehserie)
- 1993: Die Diether-Krebs-Show (Fernsehserie)
- 1997: Sketchup (Fernsehserie)
- 1998: Hallervordens Spott-Light (Fernsehserie, auch Regie)
- 1998: Sissi, die Perlinger Show (Fernsehserie, auch Regie)
- 1999: Alex und Ali (Pilotfolge)
- 2003–2005: Bewegte Männer (Fernsehserie, 29 Folgen)
- 2007: Warum Männer nicht zuhören und Frauen schlecht einparken